# 博赫滕貝克河
51°15′56″N 8°31′25″E / 51.26560568°N 8.5235778°E
博赫滕貝克河（德語：Bochtenbeck），是德國的河流，位於該國西部，處於北萊茵-威斯特法倫州，屬於魯爾河的右支流，河道全長1.4公里，流域面積0.5平方公里。